# Грінберг Христина Григорівна
Христи́на Григо́рівна Грінберг Кон (19 листопада 1857 — 1942) — українська революціонерка, народниця, учасниця «Народної волі». 

## Біографія
Народилася 12 грудня 1894 року в Миколаєві сім'ї заможного купця.
У 1875—1877 рр. — разом з кузиною Морейніс-Муратова Фані Абрамівною, потайки від батьків, займається самоосвітою під керівництвом сестер Ф. М. і В. Н. Левандовських (маючи намір підготуватися до іспиту за курс гімназії).
У 1876 — знайомиться через сестер Левандовських з Савелієм Златопольським і С. Віттенберг, а через останніх з діячами південних революційних гуртків.
Літом 1876 — одночасно з Ф. Морейніс вчиться близько трьох місяців шевському ремеслу в майстерні ІЗР-Гобета в Миколаєві.
З 1877 — січень 1878 — їде з Морейніс в Одесу, де знайомиться з Іваном Ковальським і організованим ним революційним гуртком; працює в шевській майстерні, але незабаром звільнена, оскільки в розмовах з робітниками тлумачила про свободу і давала їм читати «підозрілі» книги; побоюючись гонінь, перейшла на нелегальне становище.
24 липня 1878 — в день оголошення смертного вироку І. Ковальському бере участь у демонстрації.
У 1878—1879 рр. — веде пропаганду серед робітників, поширюючи нелегальну літературу.
У 1880 — примикає до «Народної волі».
З квітня 1882 — бере участь в роботі динамітної майстерні «Народної волі», організованої Грачевським Михайлом на Василівському острові в Петербурзі в квартирі Прібильової-Корби Ганни Павлівни і Прібильова Олександра Васильовича.
5 червня 1882 — заарештована.
З 28 березня по 5 квітня 1883 р. тривало Особливе засідання Урядового Сенату на процесі 17 народовольців, яким Христина Грінберг засуджена до заслання на 15 років. У 1892 році одружилася з польським революціонером Ф. Коном.
У 1904 повернулася в Україну. У 1906 емігрувала за кордон. Після Лютневої революції 1917-го працювала в Росії.
Померла у 1942 році в Москві.